# Noé Maya
Noe Maya Vilchis (Ciudad de México, México, 2 de enero de 1985) es un futbolista mexicano: su posición es mediocampista, y actualmente juega con Chapulineros de Oaxaca de la Liga de Balompié Mexicano.

## Trayectoria
Inició su carrera en las fuerzas básicas del América y de ahí pasó al Club San Luis en la Primera división "A".
Debutó en la Primera División Mexicana el 28 de septiembre del 2005 con el San Luis en una derrota de 2-1 contra el Club Necaxa.
Ha participado en la Copa Libertadores 2009 , en la cual tuvo participación en los 6 encuentros que disputó el Club.

## Clubes
Actualizado al 31 de marzo de 2019.
| San Luis F. C. · México                                                                                                 |               |               |     |    |    |    |    |    |     |    |
| 1ªA | 2004/05       | 3             | 0   | -  | -  | -  | -  | 3  | 0   |    |
| 1ª | 2005/06       | 3             | 0   | -  | -  | -  | -  | 3  | 0   |    |
| 1ª | 2008/09       | 17            | 3   | -  | -  | 5  | 0  | 22 | 3   |    |
| 1ª | 2009/10       | 28            | 2   | -  | -  | 2  | 0  | 30 | 2   |    |
| 1ª | 2010/11       | 19            | 0   | -  | -  | 6  | 0  | 25 | 0   |    |
| 1ª | 2012          | 8             | 1   | 5  | 0  | -  | -  | 13 | 1   |    |
| Total club | Total club    | 78            | 6   | 5  | 0  | 13 | 0  | 96 | 6   |    |
| Correcaminos de la UAT · México                                                                                         |               |               |     |    |    |    |    |    |     |    |
| 1ªA | 2006/07       | 34            | 8   | -  | -  | -  | -  | 34 | 8   |    |
| Total club | Total club    | 34            | 8   | 0  | 0  | 0  | 0  | 34 | 8   |    |
| Club Tijuana · México                                                                                                   |               |               |     |    |    |    |    |    |     |    |
| 1ªA | 2007/08       | 28            | 3   | -  | -  | -  | -  | 28 | 3   |    |
| 1ª | 2011/12       | 17            | 0   | -  | -  | -  | -  | 17 | 0   |    |
| 1ª | 2013          | 7             | 0   | -  | -  | 2  | 0  | 9  | 0   |    |
| Total club | Total club    | 52            | 3   | 0  | 0  | 2  | 0  | 54 | 3   |    |
| Petroleros de Salamanca · México                                                                                        |               |               |     |    |    |    |    |    |     |    |
| 1ªA | 2008          | 1             | 0   | -  | -  | -  | -  | 1  | 0   |    |
| Total club | Total club    | 1             | 0   | 0  | 0  | 0  | 0  | 1  | 0   |    |
| Estudiantes Tecos · México                                                                                              |               |               |     |    |    |    |    |    |     |    |
| 1ªA | 2013/14       | 27            | 7   | 1  | 0  | -  | -  | 28 | 7   |    |
| Total club | Total club    | 27            | 7   | 1  | 0  | 0  | 0  | 28 | 7   |    |
| Mineros de Zacatecas · México                                                                                           |               |               |     |    |    |    |    |    |     |    |
| 1ªA | 2014/15       | 25            | 2   | 4  | 0  | -  | -  | 29 | 2   |    |
| 1ªA | 2015/16       | 27            | 1   | 3  | 0  | -  | -  | 30 | 1   |    |
| 1ªA | 2016/17       | 21            | 0   | 3  | 0  | -  | -  | 24 | 0   |    |
| Total club | Total club    | 73            | 3   | 10 | 0  | 0  | 0  | 83 | 3   |    |
| Cafetaleros de Tapachula · México                                                                                       |               |               |     |    |    |    |    |    |     |    |
| 1ªA | 2017/18       | 30            | 1   | 1  | 0  | -  | -  | 31 | 1   |    |
| Total club | Total club    | 30            | 1   | 1  | 0  | 0  | 0  | 31 | 1   |    |
| Atlético San Luis · México                                                                                              |               |               |     |    |    |    |    |    |     |    |
| 1ªA | 2018-19       | 30            | 2   | 3  | 1  | -  | -  | 33 | 3   |    |
| Total club | Total club    | 30            | 2   | 3  | 1  | 0  | 0  | 33 | 3   |    |
| Total carrera | Total carrera | Total carrera | 325 | 30 | 20 | 1  | 15 | 0  | 360 | 31 |
| (1) Incluye datos de la Copa México. (2) Incluye datos de la Copa Libertadores (2009, 2011 y 2013) y la SuperLiga 2010. |               |               |     |    |    |    |    |    |     |    |

## Palmarés

### Campeonatos nacionales
| Título                  | Club                 | País   | Año    |
| ----------------------- | -------------------- | ------ | ------ |
| 2.Ascenso MX            | Cafetaleros          | México | C-2018 |
| Final Temporada 2017-18 | Cafetaleros          | México | 2018   |
| Ascenso MX              | Atlético de San Luis | México | A-2018 |
| Ascenso MX              | Atlético de San Luis | México | C-2019 |
| Campeón de Ascenso      | Atlético de San Luis | México | 2019   |